# Fussball Club Wil 1900 2002-2003
Questa voce raccoglie le informazioni riguardanti il Fussball Club Wil 1900 nelle competizioni ufficiali della stagione 2002-2003.

## Stagione
Nella stagione 2002-2003 il Wil, allenato da Heinz Peischl, concluse il campionato di Lega Nazionale A al 4º posto. Il Wil concluse il girone di play-off all'8º posto. In Coppa Intertoto il Wil fu eliminato al terzo turno dal Nantes. 

## Rosa
| N. |                                | Ruolo | Calciatore              |
| -- | ------------------------------ | ----- | ----------------------- |
| 1  | Serbia e Montenegro (bandiera) | P     | Darko Damjanovic        |
| 2  | Svizzera (bandiera)            | D     | Alessandro Mangiarratti |
| 3  | Svizzera (bandiera)            | D     | Massimo Rizzo           |
| 4  | Svizzera (bandiera)            | D     | Philippe Montandon      |
| 5  | Svizzera (bandiera)            | D     | Patrick Winkler         |
| 6  | Svizzera (bandiera)            | D     | Umberto Romano          |
| 7  | Svizzera (bandiera)            | C     | Peter Eugster           |
| 8  | Svizzera (bandiera)            | C     | Michel Renggli          |
| 9  | Svizzera (bandiera)            | C     | Bruno Sutter            |
| 10 | Brasile (bandiera)             | C     | Fabinho                 |
| 14 | Svizzera (bandiera)            | C     | Marc Zellweger          |
| 17 | Svizzera (bandiera)            | C     | Davide Callà            |
| 18 | Svizzera (bandiera)            | P     | Nicolas Beney           |
| 19 | Svizzera (bandiera)            | C     | Stefan Blunschi         |

| N. |                           | Ruolo | Calciatore        |
| -- | ------------------------- | ----- | ----------------- |
| 20 | Svizzera (bandiera)       | A     | Mauro Lustrinelli |
| 22 | Kosovo (bandiera)         | C     | Kristian Nushi    |
| 23 | Svizzera (bandiera)       | D     | Marco Hämmerli    |
| 28 | Svizzera (bandiera)       | D     | Thomas Balmer     |
| 16 | Liechtenstein (bandiera)  | D     | Daniel Hasler     |
| 17 | Svizzera (bandiera)       | D     | Philipp Meyer     |
| 21 | Turchia (bandiera)        | D     | Dilaver Satilmis  |
| 24 | Svizzera (bandiera)       | D     | Markus Gsell      |
| 26 | Montenegro (bandiera)     | D     | Elsad Zverotić    |
| 19 | Svizzera (bandiera)       | C     | Dusan Pavlovic    |
| 12 | Brasile (bandiera)        | C     | Valmir            |
| 13 | Costa d'Avorio (bandiera) | A     | Yacouba Bamba     |
| 11 | Uruguay (bandiera)        | A     | Gerardo Morales   |
| 25 | Montenegro (bandiera)     | A     | Anes Zverotic     |

## Organigramma societario
Area tecnica
- Allenatore: Martin Andermatt
- Allenatore in seconda:
- Preparatore dei portieri:
- Preparatori atletici:

## Calciomercato

### Sessione estiva
| Acquisti | Acquisti | Acquisti | Acquisti |
| R.       | Nome     | da       | Modalità |
| -------- | -------- | -------- | -------- |

| Cessioni | Cessioni | Cessioni | Cessioni |
| R.       | Nome     | a        | Modalità |
| -------- | -------- | -------- | -------- |

### Sessione invernale
| Acquisti | Acquisti | Acquisti | Acquisti |
| R.       | Nome     | da       | Modalità |
| -------- | -------- | -------- | -------- |

| Cessioni | Cessioni | Cessioni | Cessioni |
| R.       | Nome     | a        | Modalità |
| -------- | -------- | -------- | -------- |

## Risultati

### Lega Nazionale A

#### Andata
| Arbitro: | Wildhaber |

|                                               |           |             |
| Eduardo 12’ Barijho 17’ Cabanas 54’ Núñez 81’ | Marcatori | 52’ Mordeku |

| Arbitro: | Bertolini |

|                                                   |           |  |
| Lustrinelli 2’ Mordeku 38’ Naldo 62’ Pavlovic 66’ | Marcatori |  |

| Arbitro: | Nobs |

|             |           |           |
| Leandro 33’ | Marcatori | 74’ Naldo |

| Arbitro: | Leuba |

|                           |           |                                 |
| Sutter 48’ Bamba 90’, 90’ | Marcatori | 8’ (rig.), 78’ (rig.) Chapuisat |

| Arbitro: | Rogalla |

|            |           |                        |
| Selimi 70’ | Marcatori | 56’ Fabinho 84’ Romano |

| Arbitro: | Salm |

|  |           |           |
|  | Marcatori | 73’ Gygax |

| Arbitro: | Rutz |

|                            |           |                         |
| Tachie-Mensah 50’ Gane 83’ | Marcatori | 49’ Mordeku 61’ Fabinho |

| Arbitro: | Etter |

|                             |           |                        |
| Mordeku 40’ Lustrinelli 89’ | Marcatori | 55’ Jaquet 77’ Cravero |

| Arbitro: | Circhetta |

|              |           |             |
| Monteiro 19’ | Marcatori | 64’ Mordeku |

| Arbitro: | Wildhaber |

|           |           |                                            |
| Bamba 45’ | Marcatori | 2’, 76’ Rama 35’, 82’ Aziawonou 73’ Renfer |

| Arbitro: | Salm |

|                                                                      |           |                   |
| Giménez 8’, 32’ Cantaluppi 15’ Barberis 50’ Rossi 69’, 71’ Yakın 81’ | Marcatori | 9’ (rig.) Fabinho |

#### Ritorno
| Arbitro: | Nobs |

|            |           |           |
| Sutter 55’ | Marcatori | 78’ Núñez |

| Aarau 21 settembre 2002, ore 17:30 CEST 13ª giornata | Aarau     | 0 – 0 referto | Wil | Stadion Brügglifeld (2 900 spett.)\| Arbitro: \| Bertolini \| |
| Arbitro:                                             | Bertolini |               |     |                                                               |

| Arbitro: | Etter |

|                        |           |             |
| Sutter 33’ Fabinho 58’ | Marcatori | 36’ Leandro |

| Arbitro: | Busacca |

|                                          |           |                        |
| Chapuisat 6’, 18’ Tikva 19’ Descloux 41’ | Marcatori | 32’ Fabinho 45’ Hasler |

| Arbitro: | Circhetta |

|                       |           |  |
| Bamba 50’ Fabinho 53’ | Marcatori |  |

| Arbitro: | Schoch |

|              |           |                                        |
| Raimondi 51’ | Marcatori | 33’ Pavlovic 79’ Bamba 90’ Lustrinelli |

| Arbitro: | Rogalla |

| |           |                                        |
| Romano 12’, 50’ Bamba 17’, 30’, 45’ Naldo 24’, 52’ Fabinho 33’ Mordeku 70’ Lustrinelli 76’ (rig.) Pavlovic 90’ | Marcatori | 3’ Barnetta 38’ Tachie-Mensah 40’ Wolf |

| Arbitro: | Bertolini |

|          |           |             |
| Frei 11’ | Marcatori | 56’ Fabinho |

| Arbitro: | Salm |

|                      |           |               |
| Lustrinelli 64’, 75’ | Marcatori | 44’ Malacarne |

| Arbitro: | Rogalla |

|                           |           |  |
| Streller 7’ Rama 53’, 76’ | Marcatori |  |

| Arbitro: | Nobs |

|                   |           |                                                |
| Romano 40’ (rig.) | Marcatori | 4’ Giménez 30’ Yakın 37’ Barberis 67’ Esposito |

### Play-off

#### Andata
| Arbitro: | Salm |

|               |           |                 |
| Aziawonou 34’ | Marcatori | 15’ Lustrinelli |

| Arbitro: | Bertolini |

|             |           |                            |
| Fabinho 71’ | Marcatori | 19’, 89’ Núñez 62’ Eduardo |

| Arbitro: | Schoch |

|                                 |           |  |
| Rey 45’, 59’ Leandro 73’ (rig.) | Marcatori |  |

| Arbitro: | Nobs |

|           |           |               |
| Bamba 26’ | Marcatori | 31’ Comisetti |

| Arbitro: | Leuba |

|  |           |             |
|  | Marcatori | 89’ Berisha |

| Arbitro: | Wildhaber |

|                           |           |                 |
| Huggel 13’, 59’ Rossi 20’ | Marcatori | 73’ Lustrinelli |

| Arbitro: | Petignat |

|                     |           |               |
| Gygax 58’ Keita 67’ | Marcatori | 11’ Zellweger |

#### Ritorno
| Arbitro: | Schoch |

|                 |           |  |
| Lustrinelli 68’ | Marcatori |  |

| Arbitro: | Etter |

|                                                    |           |                                                      |
| Pavlovic 31’ Fabinho 42’ Lustrinelli 48’ Rizzo 74’ | Marcatori | 3’, 25’ Huggel 15’ Barberis 55’ Esposito 64’ Giménez |

| Arbitro: | Busacca |

|                                     |           |                                           |
| Vonlanthen 4’ Magnin 9’ Berisha 15’ | Marcatori | 22’ Hasler 45’ Callà 54’, 66’ Lustrinelli |

| Arbitro: | Leuba |

|           |           |  |
| Kader 55’ | Marcatori |  |

| Arbitro: | Circhetta |

|                 |           |             |
| Lustrinelli 25’ | Marcatori | 45’ Leandro |

| Arbitro: | Petignat |

|                                |           |                |
| Núñez 65’, 71’, 88’ Petrić 73’ | Marcatori | 9’, 52’ Sutter |

| Arbitro: | Beck |

|                             |           |                             |
| Lustrinelli 10’ Morales 29’ | Marcatori | 45’ (rig.) Baumann 72’ Rama |

### Coppa Intertoto
| Arbitro: | Marczyk |

|              |           |  |
| Čugunovs 28’ | Marcatori |  |

| Arbitro: | Mihaljević |

|                           |           |  |
| Callà 22’ Lustrinelli 45’ | Marcatori |  |

| Arbitro: | Paniashvili |

|                                 |           |           |
| Sektioui 9’ Landzaat 70’ (rig.) | Marcatori | 32’ Callà |

| Arbitro: | Berntsen |

|                                       |           |            |
| Lustrinelli 4’, 78’ Romano 84’ (rig.) | Marcatori | 61’ Caluwé |

| Arbitro: | Ross |

|                       |           |             |
| N'Zigou 50’ Pujol 86’ | Marcatori | 23’ Rogério |

| Arbitro: | Keßler |

|                               |           |                                 |
| Romano 10’ (rig.) Mordeku 23’ | Marcatori | 12’ Yepes 43’ Vahirua 64’ Pujol |

## Statistiche

### Statistiche di squadra
| Competizione     | Punti | In casa | In casa | In casa | In casa | In casa | In casa | In trasferta | In trasferta | In trasferta | In trasferta | In trasferta | In trasferta | Totale | Totale | Totale | Totale | Totale | Totale | DR  |
| Competizione     | Punti | G       | V       | N       | P       | Gf      | Gs      | G            | V            | N            | P            | Gf           | Gs           | G      | V      | N      | P      | Gf     | Gs     | DR  |
| ---------------- | ----- | ------- | ------- | ------- | ------- | ------- | ------- | ------------ | ------------ | ------------ | ------------ | ------------ | ------------ | ------ | ------ | ------ | ------ | ------ | ------ | --- |
| Lega Nazionale A | 31    | 11      | 6       | 2       | 3       | 29      | 20      | 11           | 2            | 5            | 4            | 14           | 25           | 22     | 8      | 7      | 7      | 43     | 45     | -2  |
| Play-off         | -     | 7       | 1       | 3       | 3       | 10      | 13      | 7            | 1            | 1            | 5            | 9            | 17           | 14     | 2      | 4      | 8      | 19     | 30     | -11 |
| Coppa Intertoto  | -     | 3       | 2       | 0       | 1       | 7       | 4       | 3            | 0            | 0            | 3            | 2            | 5            | 6      | 2      | 0      | 4      | 9      | 9      | 0   |
| Totale           | 31    | 21      | 9       | 5       | 7       | 46      | 37      | 21           | 3            | 6            | 12           | 25           | 47           | 42     | 12     | 11     | 19     | 71     | 84     | -13 |

### Andamento in campionato
| Giornata  | 1  | 2 | 3 | 4 | 5 | 6 | 7 | 8 | 9 | 10 | 11 | 12 | 13 | 14 | 15 | 16 | 17 | 18 | 19 | 20 | 21 | 22 |
| --------- | -- | - | - | - | - | - | - | - | - | -- | -- | -- | -- | -- | -- | -- | -- | -- | -- | -- | -- | -- |
| Luogo     | T  | C | T | C | T | C | T | C | T | C  | T  | C  | T  | C  | T  | C  | T  | C  | T  | C  | T  | C  |
| Risultato | P  | V | N | V | V | P | N | N | N | P  | P  | N  | N  | V  | P  | V  | V  | V  | N  | V  | P  | P  |
| Posizione | 10 | 6 | 6 | 4 | 2 | 4 | 4 | 3 | 5 | 7  | 8  | 8  | 8  | 7  | 8  | 7  | 6  | 3  | 4  | 3  | 4  | 4  |

Legenda:

Luogo: C = Casa; T = Trasferta. Risultato: V = Vittoria; N = Pareggio; P = Sconfitta.

### Statistiche dei giocatori
| T. Balmer       | 19 | 0 | 5 | 0 |
| Y. Bamba        | 18 | 8 | 2 | 0 |
| N. Beney        | 17 | 0 | 1 | 0 |
| D. Callà        | 8  | 1 | 4 | 0 |
| D. Damjanovic   | 5  | 0 | 0 | 0 |
| P. Eugster      | 13 | 0 | 2 | 0 |
| F. Fabinho      | 20 | 8 | 1 | 0 |
| D. Hasler       | 22 | 1 | 2 | 0 |
| M. Hämmerli     | 1  | 0 | 0 | 0 |
| M. Lustrinelli  | 20 | 6 | 1 | 0 |
| A. Mangiarratti | 14 | 0 | 3 | 0 |
| P. Meyer        | 8  | 0 | 2 | 0 |
| P. Montandon    | 8  | 0 | 1 | 0 |
| G. Morales      | 8  | 1 | 0 | 0 |
| F. Mordeku      | 17 | 6 | 2 | 0 |
| N. Naldo        | 17 | 4 | 5 | 1 |
| K. Nushi        | 1  | 0 | 0 | 0 |
| D. Pavlovic     | 19 | 3 | 4 | 0 |
| M. Rizzo        | 20 | 0 | 3 | 0 |
| U. Romano       | 21 | 4 | 6 | 0 |
| D. Satilmis     | 10 | 0 | 0 | 0 |
| B. Sutter       | 22 | 3 | 1 | 0 |
| V. Valmir       | 2  | 0 | 0 | 0 |
| M. Zellweger    | 12 | 0 | 3 | 0 |
| A. Zverotic     | 1  | 0 | 0 | 0 |